# Karl Stanzl
Karl Stanzl (* 30. Oktober 1916 in Altharzdorf, Österreich-Ungarn; † im November oder Anfang Dezember 1978 in Wien) war ein österreichischer Film- und Fernsehregisseur.

## Leben und Wirken
Stanzl hatte bis zur Promotion (Dr. phil.) an der Wiener Universität studiert und anschließend eine praktische Bühnenausbildung erhalten. Als Lektor für Filmkunde war er anschließend am Theaterwissenschaftlichen Institut der Universität Wien tätig. Mitte der 1950er Jahre drehte er zwei Spielfilme (Wiener Herzen, mit Karl Paryla, und, mit August Rieger, Geheimnis einer Ärztin) sowie einen Kulturfilm (Gast auf Erden). Ansonsten musste sich Stanzl das gesamte Jahrzehnt (von 1950 bis 1960) mit der Tätigkeit eines Regieassistenten begnügen und war in dieser Funktion an einer Reihe bekannter Unterhaltungsfilme beteiligt wie Kind der Donau (1950), Das Herz einer Frau (1951), König der Manege (1954), die letzten drei Willi-Forst-Inszenierungen Kaiserjäger, Die unentschuldigte Stunde und Wien, du Stadt meiner Träume sowie vier Regien Axel von Ambessers: Frau im besten Mannesalter (1958), Die schöne Lügnerin, Bezaubernde Arabella und Der brave Soldat Schwejk mit Heinz Rühmann in der Titelrolle.
1960 ging Stanzl zum ORF, wo man ihn als Regisseur von leichtgewichtigen Fernsehfilmen ebenso wie von anspruchsvollen Literaturadaptionen (u. a. nach Arthur Schnitzler und Ferdinand Raimund), aber auch gelegentlich von Unterhaltungssendungen (wie den Musikshows Wir machen Musik, Black and White und Sing mit mir, spiel mit mir) einsetzte. Mit Nicht verzagen – Stangl fragen zeichnete er 1964 auch bei einer TV-Serie, in der Ernst Waldbrunn die Titelfigur verkörperte, verantwortlich. Zu den Künstlern, die mit ihm schon frühzeitig beim Fernsehen arbeiteten, zählten Annie Rosar, Michael Heltau, Senta Berger, Paul Hörbiger und sämtliche Mitglieder der Löwinger-Bühne. Mit der Televisfilm besaß Dr. Karl Stanzl bis zuletzt auch seine eigene Produktionsfirma. Am 14. Dezember 1978 wurde er beerdigt. Seine im Jänner 2016 im 89. Lebensjahr verstorbene Ehefrau Eva Stanzl, geborene Gruber, hatte sich einen Namen als Tänzerin, Eisläuferin, Choreografin, Pädagogin, Theaterwissenschaftlerin und Filmproduzentin gemacht.

## Filmografie
Als Regisseur (ab 1960 beim Fernsehen):
- 1954: Wiener Herzen (Der Komödiant von Wien)
- 1955: Geheimnis einer Ärztin (auch Schnitt)
- 1956: Gast auf Erden (Dokumentarfilm)
- 1960: Die liebe Familie (nur Kamera)
- 1961: Wir machen Musik
- 1961: Leute von heute
- 1962: Das Leben meines Bruders
- 1962: Black and White
- 1962: Der einsame Weg
- 1963: Bingo-Bingo
- 1963: Ehestreik
- 1963: Ein schöner Herbst
- 1964: Mit Nicht verzagen – Stangl fragen
- 1965: Die verhängnisvolle Faschingsnacht
- 1967: Der Bauer als Millionär
- 1967: Gewalt und Gewissen (Dokumentarfilm, auch Produktion)
- 1968: Schicksal
- 1973: Alpbacher Lebensuhr (nur Produktion)
- 1978: Pension Schöller (nur Bildregie)
- 1978: Mein Fenster (Kurzfilm, Auftritt)